# おしろい
おしろい（白粉）は、顔や首筋などに塗布して肌を色白に見せるために使用する化粧品である。その種類に応じて、粉おしろい、水おしろい、練りおしろいなどに分類される。

## 概要

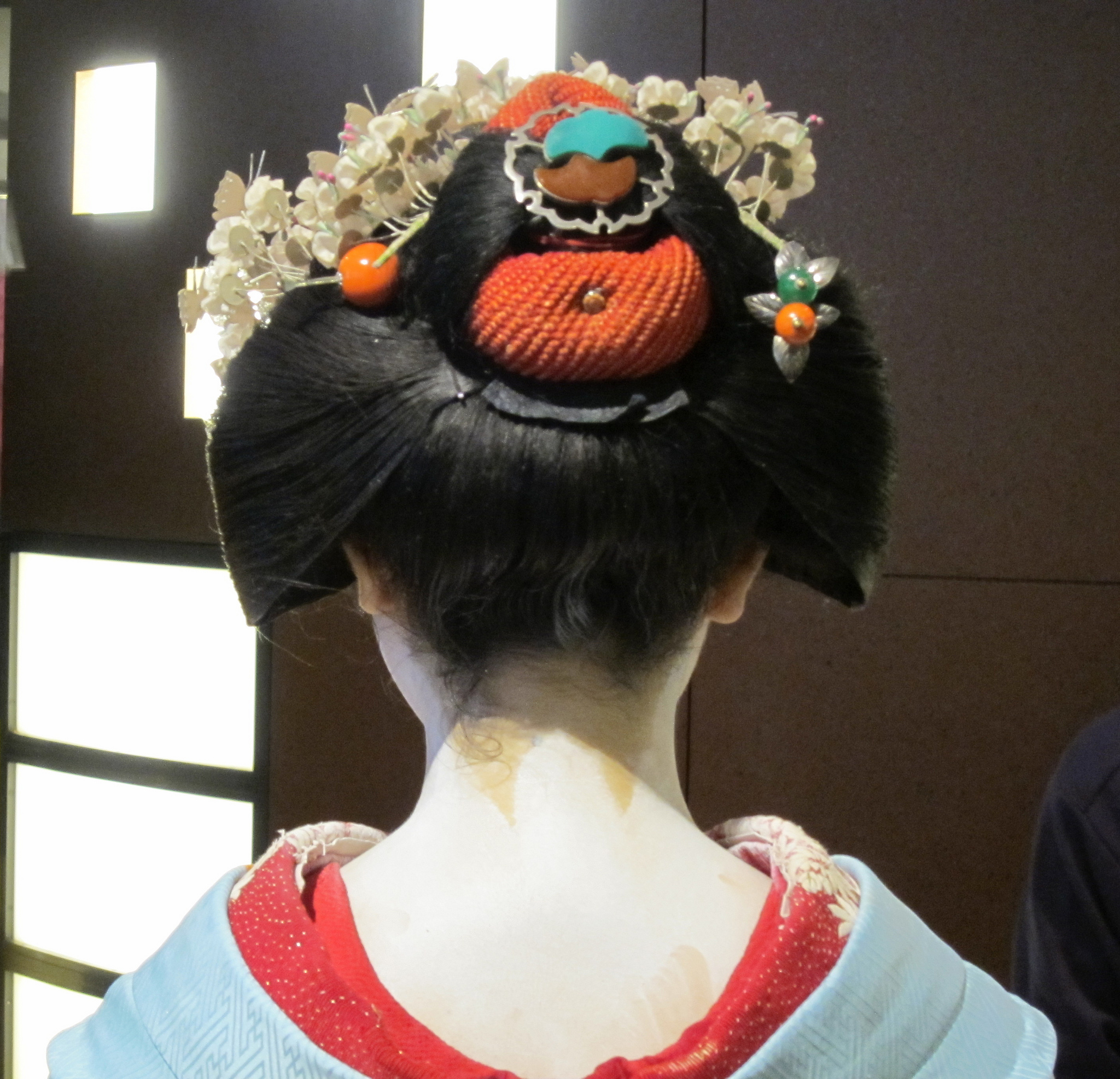
舞妓の首筋に塗布された白粉

日本でファンデーションといった油性化粧が一般化する前は、おしろいがベースメイクとして普及していた。しかし、日本でファンデーションなどが普及すると、ファンデーションを塗った上に仕上げとして加えるルースパウダーや、化粧直しに用いるプレストパウダーとして使用される例が出てきた。ただし、おしろいは依然、舞台俳優が舞台化粧で使用する場合も見られ、さらに、芸者や舞妓が化粧に使用したりする。また、ファンデーションの肌に対する負担や害悪を低減させる目的で、おしろいだけを使用したベースメークをする者もある。

## 歴史
白色顔料をベースメイクにした最古の例として、メソポタミアの遺跡から白粉が発掘されている。自然な肉体美が賛美された古代ギリシアでは、ヘタイラと呼ばれる娼婦が専ら白粉を使っていた。これが古代ローマの時代になると多くの女性が白粉を利用した。
ローマ帝国以後、化粧の文化は一旦衰退したが、中世後期からルネサンス期にかけてイタリアを中心に、顔に白粉を塗り、その上に頬紅を加えるメイクが流行した。このメイク法は18世紀にかけてヨーロッパ全域の王侯貴族に男女問わず広がった。貴族の時代が終わり市民の時代になると、多くの女性が白粉を利用するようになったが、白粉に含まれる鉛白の毒性が健康上の問題となった。20世紀中ごろから、ベースメイクの主流は白粉からファンデーションに移っていった。
日本では、7世紀ごろに中国から「はらや」（塩化水銀(I)）、「はふに」（鉛白）という白粉がもたらされ、その後、日本でも製造されるようになった。日本書紀によると、692年には国産品が作られていた記録がある。白粉に鉛白が使用されていた時代は、鉛中毒により、胃腸病や脳病、神経麻痺を引き起こして死に至る事例が多発し、また日常的に多量の鉛白粉を使用する役者は、特に鉛中毒の症状が顕著であった。
五代目中村歌右衛門は、晩年に鉛毒性の脊髄炎で闘病生活を送っていた。
また、使用した母親によって胎児が死亡や重篤な障害をこうむる場合もあった。これは、胸元や背中に至るまで、幅広く白粉を付ける手法が当時の化粧法として主流であったためである。
日本では1923年（大正12年）、平井毓太郎が小児の脳膜炎（出典ママ）の原因を母親の白粉による鉛中毒であると証明。1934年（昭和9年）、鉛を使用した白粉の製造が禁止されたが、鉛白入りの物の方が美しく見えるとされ、依然需要が多かったという。

## 分類
粉白粉
粉白粉は、カオリン、タルク、炭酸マグネシウム、酸化亜鉛、コーンスターチ、澱粉などを粉末状にし、混合した物。スキンクリームなどを化粧下地にパフや刷毛で刷くか、水か化粧水に溶いた物を塗る。パウダーファンデーションにあたる物。
水白粉
粉白粉を化粧水、もしくは乳液に溶かした物。リキッドファンデーションにあたる物。
練(煉)り白粉
粉白粉と油、もしくはグリセリンと練り合わせた白粉。水もしくは化粧水で溶いて塗り、舞台化粧などの濃厚な化粧に用いられる。ファンデーションケーキにあたる物。
紙白粉
白粉紙とも呼ばれる。練り白粉、もしくは水白粉を紙に塗り、乾燥させた物。外出先の化粧直しを目的とした携帯用の化粧品として利用された。